# Мангулица и пулин
Мангулица и пулин је споменик академског вајара Владимира Толића. Постављен је у Сремској Митровици, испред седишта специјалног резервата природе Засавица.
Споменик је откривен средином јуна 2008. године. Споменик је направљен на иницијативу Горана Симића, тадашњег управника Засавице и посвећен је свињи мангулици и псу пулину, који су имали значајну улогу у економији овог места. Половином XIX века, мангулица је била важан извозни производ. Обично се гајила у чопорима које је чувао пас пулин. Такође, по старој традицији, мангулица је имала важно место у свадбеном ритуалу, при којем се веровало да се, од начина јахања или миловања мангулице, одређује пол будућег детета. Споменик глорификује значај значај животиња за историју и културу овог места. 
Израдом споменика који се налази недалеко од зграде Општине у којој се одржавају венчања, развила се традиција јахања и миловања скулптуре мангулице.
Споменик је изливен у бронзи у ливници Пелета Сивца.